# 中国新兴集团有限责任公司

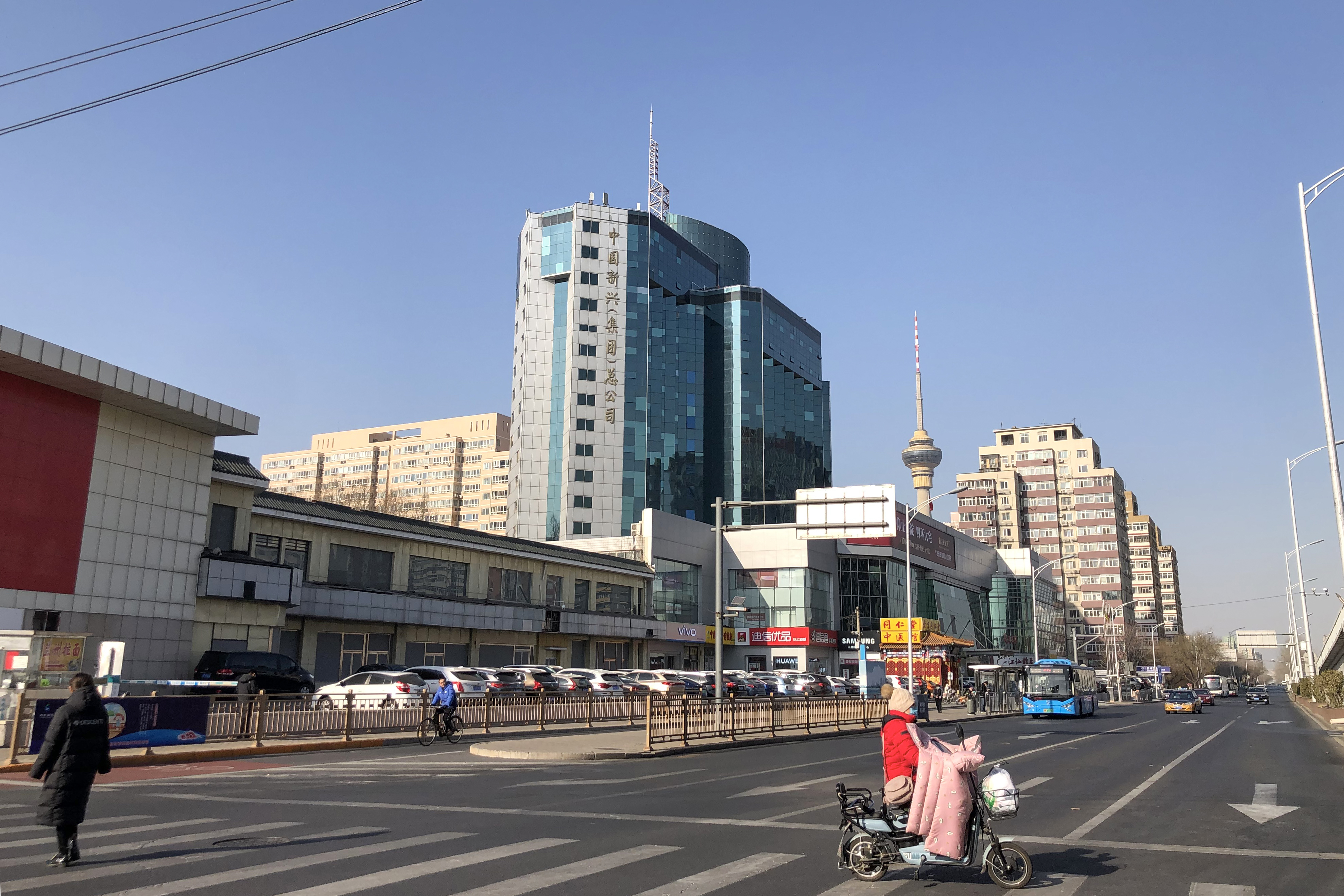
新兴集团曾长期在公主坟西三环中路17号楼办公，亦将西三环公主坟立交桥冠名为新兴桥

中国新兴集团有限责任公司于1989年7月经国务院、中央军委批准成立，隶属于中国人民解放军总后勤部，主要从事军需后勤装备生产和销售，为全军最大的企业集团。其中，新兴进出口公司是1984年成立，1986年在国家外经贸部计划单列，经国务院中央军委批准享有军需品和后勤装备出口专营权。1998年与军队脱钩。1999年3月与总后工程总队、总后北京企业局、中华保得交通运输总公司等企业重组后列为国务院管理的中央企业。2009年10月新兴集团整体并入国有重要骨干中央企业——中国通用技术（集团）控股有限责任公司，成为其全资子公司。
2025年4月，新兴公司将注册地变更为河北省雄安新区容城县。